# 이토 요시스케

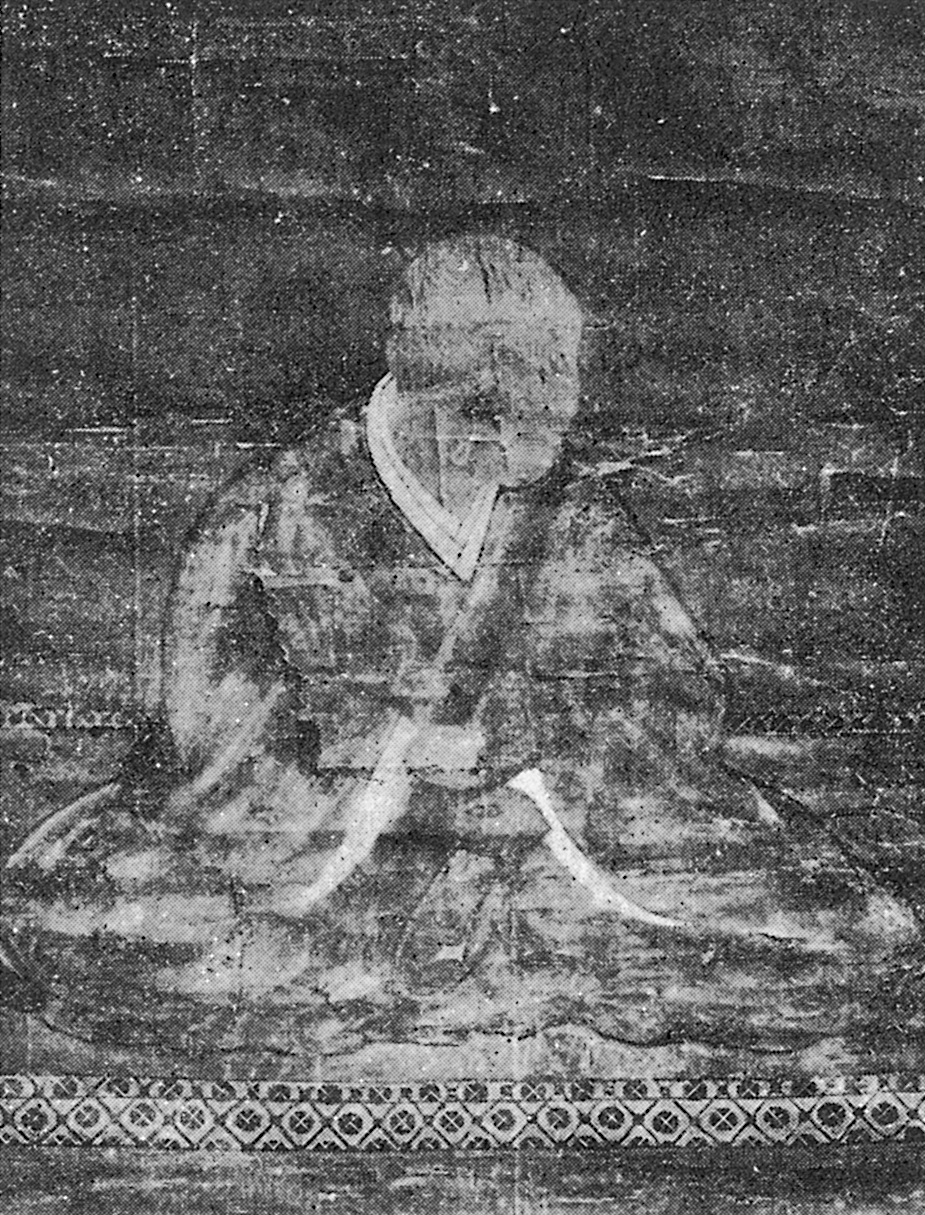

이토 요시스케(일본어: 伊東 義祐)는 휴가 이토 가문의 10대 당주이다. 가문의 본성(本姓)은 후지와라씨였으며 후지와라난케(藤原南家)의 혈족으로 구도 씨의 흐름을 이어받았다.
- 출생 : 에이로쿠9년(1512년)
- 사망 : 덴쇼13년 8월 5일(1585년 8월 29일))

이토 다다스케의 차남이다. 형 스케미쓰와 동생 스케요시가 있다. 자녀로는 아들 요시마스와 스케타카를 두었다. 아명은 虎熊丸였으며, 처음 이름을 스케키요(祐清)라 지었는데 이후 요시스케로 바꿨다. 관위는 従三位, 슈리다이부(修理大夫), 다이젠다이부(大膳大夫). 덴분18년(1549년) 출가하여 三位入道照眼이라 칭했다.

## 생애

### 가독 상속
덴분2년(1533년) 스케키요(요시스케)의 형 스케미쓰가 요절하자, 중신 나가쿠라 노토노카미 등은 스케키요의 동생인 스케요시를 옹립한다. 스케키요는 이 조치에 불만을 품고 한때 출가해 버리지만 3년 후 스케요시가 병사함에 따라 환속해 가독을 상속한다. 이때 일부 가신들이 반란을 일으켰지만 스케키요는 이를 누른 후 당주에 오른다.
다음해인 덴분6년(1537년)에 従四位下에 서임되고, 3만필(300관)을 헌상해 쇼군 아시카가 요시하루(足利義晴)에게서 이름 한글자(偏諱)를 받아 「요시스케」(義祐)로 개명한다. 덴분15년(1546년에는 従三位에 서임되었다(従三位에 서임된 시기에는 이설이 있다). 덴분18년, 적장자가 병사한것을 계기로 다시 출가한다. 이후엔 「三位入道」라 스스로를 칭했다.

### 휴가노쿠니 최대판도 형성
요시스케는 무용이 출중한 인물로, 기타하라 씨를 멸하고, 시마즈 다다치카(豊州 시마즈 씨 3대)와 휴가 남부의 권익을 둘러싸고 다툰다. 에이로쿠12년(1569년)에는 오비 일대를 손에 넣는다. 이렇게 하여 시마즈씨를 압도하고 휴가노쿠니의 48개 지성을 거느리게 된 요시스케는 이토 씨의 최전성기를 쌓아올린다. (이토 48성, 伊東四十八城)

### 이토 가문 붕괴와 몰락
기세 등등한 요시스케는 이에 크게 만족하고 차츰 사치와 교토풍 문화에 빠져들었다. 본거지인 사도와라(현재 미야자키현 미야자키시 사도와라 정)는 「규슈의 작은 교토」라고까지 불릴 정도로 발전해 갔지만, 요시스케는 무장으로서의 패기를 잃어가고 있었다. 그리고 겐키3년(1572년) 사가라 요시히와 연휴한 시마즈가 이노성로 공격해 왔을 때, 이토측에는 3000의 군세가 있으면서도 시마즈 요시히로가 이끄는 불과 300의 적은 병사에게 참패한다(기자키바라 전투). 이토 스케야스 등 대장 5명을 비롯해 이토 가문의 이름있는 무장들 다수가 전사했다.
이 참패를 계기로 요시스케의 세력은 차츰 쇠퇴한다. 우선 기자키바라 전투로부터 4년 후인 덴쇼4년(1596년)에는 이토 48성 중의 하나인 다카하라 성이 시마즈 요시히사의 공격에 전혀 싸우지 않고 항복해 버린다. 더불어 인근의 성인 밋야마 성(三ツ山城)과 스키 성도 연이어 항복한다. 이로써 시마즈의 영토와 경계선이었던 노지리와 아오이다케가 절박한 상태에 빠지게 된다. 노지리 성주 후쿠나가 단바노카미는 몇번이나 요시키요에게 사태를 타개해달라 상소했지만 요시스케의 측근(直参家臣)에 의해 묵살된다. 요시스케의 가신단은 국경의 실정을 알고 있으면서도, 요시스케의 영화롭고 교만한 나날에 간언을 할 수가 없었다. 이것은 요시스케가 귀에 거슬리는 말을 하는 가신을 멀리하고, 자신의 기분을 맞춰주는 가신만을 측근으로 삼았기 때문이었다.
다음해인 덴쇼5년(1577년)에 들어서자 정세는 더욱 악화되었다. 6월에는 남쪽의 요충지인 구시마 성(櫛間城)이 시마즈 다다나가의 공격에 함락된다. 요시스케는 오비성주인 3남 스케타카에게 구시마 성으로 출병할 것을 명하지만, 거꾸로 다다나가에게 반격당해 오비성으로 패주하고 성을 포위당해버린다. 또 동시에 휴가 북부의 주민 쓰치모치 씨가 돌연 가도가와에 공격해 들어온다. 그 바람에 이토 가문은 북쪽에선 쓰치모치, 남쪽과 북서쪽에선 시마즈의 침공을 받게 된다.
같은 해 12월에 노지리 성주 후쿠나가 단바노카미가 시마즈측의 다카하라 성주 우에하라 나가토노카미의 설득을 받아들여 시마즈편으로 돌아선다. 후쿠나가 가문은 이토 가문과 인척관계였기 때문에, 이 모반은 요시스케는 물론 다른 씨족들에게까지 커다란 충격을 주었다. 이를 알게 된 우치야마 성주 노무라 교부쇼우, 가미야 성주 메라 主税助(메라 미노노카미)도 시마즈편으로 돌아서, 사도와라 서쪽의 방어는 완전히 시마즈의 손안에 들어가 버린다. 이에 아무리 요시스케라도 사태를 심각하게 받아들이지 않을 수 없게 되었다. 12월 8일 요시스케는 영내의 여러 장수를 동원해 우선 가미야 성 탈환을 위해 출병한다. 하지만 가는 도중 이토 가문을 대대로 섬겼던 가신들이 뒤에서 모반의 움직임을 보이자, 즉시 철군하여 사도하라 성에 돌아간다.

### 도망자
다음해 12월 9일, 사도하라 성에서 사태 타개를 위한 평정이 열렸다. 남쪽의 시마즈측이 오비를 넘어 사도하라에 쳐들어 오는 것은 피할 수 없는 상황이었으며, 농성으로 시마즈군을 받아치자는 목소리는 나오지 않았다. 성을 포위당해 도망쳐온 아들 스케타카도 사도하라성에 도착했다. 이미 요시스케에게 남아있는 선택지는 없었다. 그날 정오가 지난 시각에, 요시스케는 휴가를 버리고 친척인 분고의 오토모 소린에게 몸을 의탁할 결단을 내린다.
본거지인 사도하라를 버리고 분고를 향한 요시스케 일행은 길에서 니이로인 다카라베 성의 성주・오치아이 도쿠로도 시마즈에 영합해 거병했다는 소식을 듣늗다. 오치아이 씨는 휴가에 정착하기 이전부터 이토 씨의 중신이었던 오래된 가신 가문으로 가신의 필두 격이었다. 오치아이 도쿠로의 배반에 요시스케는 다카라베 성에 들어가는 것을 포기하고, 서쪽으로 우회해 메라 산을 거쳐 다카치호를 통해 분고로 달아나는 루트를 잡는다. 여자들과 동행한 도망길은 괴롭고 고생스러웠다. 당초 120~150명 정도였던 일행은 도중에 절벽에서 떨어지거나 다리가 움직이지 않아 자살하는 사람이 끊이지 않아, 분고에 도착했을 때에는 불과 80명 미만으로 줄었다고 한다. (분고 도피, 豊後落ち)
도망자 중엔, 이후 덴쇼 겐오 소년사절(로마를 방문한 가톨릭 소년 사절단)의 한사람이 된 이토 만쇼의 어릴적 모습도 있었다.

### 최후
분고에 도착한 요시스케는 오토모 소린과 만나 휴가 공격의 도움을 청하고 소린은 이 부탁을 받아들인다. 덴쇼6年(1578년) 가도가와의 쓰치모치 씨를 멸하고 미미가와 남쪽에서 시마즈와 격돌한다(미미가와 전투). 하지만 오토모는 시마즈에게 참패를 당한다. 오토모 씨의 참패는 식객이나 다름없었던 요시스케 일행에겐 날벼락같은 일이었다. 요시스케는 아들 스케타카를 데리고 이요로 떠나 고노씨를 의지했다.
그 후 스케타카가 하시바 히데요시의 가신이 되어 급료를 받게 되고 요시스케도 히데요시와 알현할 기회를 얻었지만, 「유랑하는 몸이라 하여도 후지와라 가문의 三位入道가 어찌 하시바 씨를 추종할소냐」라 대답하며 완고히 알현을 고사했다. 이후 각지를 유량하던 요시스케는 덴쇼13년(1585년), 병이 들어 사카이항을 향하는 도중 편선(便船)에서 항구 가까운 모래사장에 버려져 의식을 잃은 채 사망했다. 행려병자와 같은 상태로 지역 주민에게 발견되었다고 한다. 향년 75세.

## 인물
어릴때부터 불문에 들어가 있었기 때문에 불교에 조예가 깊었고 어떤 때는 정치를 돌보지 않은 채 승려와 종일 법담을 나누며 세월을 보냈다고 한다. 이런 일화나 만년의 술회등을 보면 온화하며 패기없는 인물이 상상되지만, 한편 매우 히스테릭하고 호전적인 거동 또한 사료에 나타난다. 무장으로서 또 승려로서의 경연(硬軟)한 이면성을 필요 이상으로 함께 갖추고 있었다고 한다.
요시스케의 영화가 종언을 고하게 된 기자키바라 전투에는, 그 전황이 역전되는 구도에서 「규슈의 오케하자마」라고도 불린다. 더불어 요시스케에겐 「규슈의 이마가와 요시모토」란 별명이 있다. 공적들을 따져볼 때 절대로 무능한 무장이 아니었지만, 문예에 빠져 교토의 귀족과 같은 생활을 한 것이 치명적인 몰락을 불러왔다고 해야 할 것이다.
| 전임 이토 스케요시 | 휴가 이토 씨 당주 | 후임 이토 요시마스 |